# Ху Сяньсу
Ху Сяньсу́ (кит. трад. 胡先驌, упр. 胡先骕, пиньинь Hú Xiānsù; 1894—1968) — китайский ботаник.

## Биография
Ху Сяньсу родился 24 мая 1894 года в уезде Синьцзянь провинции Цзянси. Он был третьим ребёнком в семье, отец работал в правительстве империи Цин. С 1906 года учился в местной школе, в 1909 году поступил на подготовительный курс в Пекинский городской колледж. В 1912 году Ху Сяньсу женился на Ван Жунфэнь (1893—1926), затем отправился получать образование в США. С 1913 по 1916 Ху учился в Сельскохозяйственном колледже Калифорнийского университета в Беркли, который окончил с отличием. В 1918 году Сяньсу был назначен профессором лесничества в учительском колледже в Нанкине. В 1922 году колледж стал частью Юго-восточного университета, где Ху стал профессором ботаники. Впоследствии ботаники Ху Сяньсу и Чэнь Хуаньюн и зоолог Бин Чжи основали первый в Китае биологический исследовательский институт, где Ху стал главой департамента ботаники.
В 1923 году Ху вновь уехал в США, стал готовиться к защите докторской диссертации в Гарвардском университете под руководством профессора Джона Джорджа Джека. В 1925 году Ху стал первым доктором философии Гарвардского университета из Китая.
В 1927 году, после смерти Ван Жунфэнь, Ху женился во второй раз на Чжан Цзинхэн (1903—1975). В 1928 году Ху и Бин основали Фаньский биологический институт, его директором до 1932 года был Бин, затем его сменил Ху. Ху сделал гербарий института самым крупным в Китае, менее чем за 10 лет расширив его до 185 тысяч экземпляров. Также Ху был профессором Пекинского университета.
В 1934—1935 Ху был президентом Китайского ботанического общества. В 1938 году он был избран академиком Китайской Академии (Academia sinica). В 1940 году во время японской оккупации Китая Ху стал президентом Национального Чжунчжэнского университета. Фаньский институт был практически уничтожен. После капитуляции Японии Ху принялся возрождать гербарий института. В 1955 году Ху не был переизбран в Китайскую Академию из-за своих публикаций против правительства Китайской республики. Также Ху активно выступал против деятельности Т. Д. Лысенко в СССР, за что подвергся жёсткой критике со стороны Академии. В 1956 году после отвержения теории Лысенко Академия принесла извинения Ху и назначила его первоклассным куратором. В 1959 году Ху Сяньсу был назначен одним из 25 учёных-редакторов монографии флоры Китая. Ху пережил сердечный приступ, однако продолжил работать над семейством Берёзовые для монографии.
С началом культурной революции в Китае Ху был вновь раскритикован за публикацию статей в иностранных научных журналах. У Ху и его семьи было конфисковано всё имущество, он лишился зарплаты. В 1968 году он был вызван в Институт ботаники для отлучения от семьи. 15 июля у него случился второй сердечный приступ. Без какой-либо медицинской помощи, утром 16 июля Ху Сяньсу скончался.
В 1979 году монография флоры Китая была издана, однако имя Ху не было включено в список авторов. Вскоре Ху был полностью реабилитирован, в 1984 году его прах был перезахоронен в Лушаньском ботаническом саду.
Сохранившиеся гербарные образцы Ху хранятся в Ботаническом институте Китайской академии наук в Пекине (PE).

## Некоторые научные публикации
- Hu, H.H. (1927—1937). Icones plantarum sinicarum. 5 fasc., 250 pl.

## Роды растений, названные в честь Ху Сяньсу
- Huthamnus Tsiang, 1939 (сейчас это название входит в синонимику рода Jasminanthes Blume, 1850).